# Die Genossenschaft
Die Genossenschaft war die Bezeichnung für eine von Hermann Ziller gegründete Zeitschrift des österreichischen gewerblichen Genossenschaftswesens.
Die Zeitschrift erschien erstmals am 7. September 1872 und wurde nach 66-jährigem Bestehen im Herbst 1938 im Zuge der Aufteilung des Österreichischen Genossenschaftsverbandes in den Donauländischen und in den Alpenländischen Genossenschaftsverband eingestellt. 
Sie hat zur Stärkung des Genossenschaftsgedankens, zur Beratung der Genossenschaften und als Sprachorgan des Allgemeinen Verbandes der auf Selbsthilfe beruhenden Erwerbs- und Wirtschaftsgenossenschaften in Österreich (seit 1930 Österreichischer Genossenschaftsverband) bei Gesetzesentwürfen, Steuerangelegenheiten und Verbandstagen wesentlich beigetragen.
Die Erscheinungsweise war zunächst wöchentlich am Samstag und der Versand erfolgte so, dass sie bei den meisten Verbandsvereinen am Sonntag ankam.